# Fusée XL5
Fusée XL5 (Fireball XL5) est une série télévisée britannique en 39 épisodes de 25 minutes en noir et blanc, créée par Sylvia et Gerry Anderson et diffusée entre le 28 octobre 1962 et le 21 juillet 1963 sur ATV.
En France, la série a été diffusée dans les années 1960 sur la chaîne RTL TV, et au Québec à partir du 13 septembre 1966 à Télé-Métropole jusqu'en 1981, puis rediffusée à partir du 8 septembre 1997 à Télétoon.

## Synopsis
Le Fireball XL5 est une fusée faisant partie de la flotte interplanétaire chargée de protéger le secteur 25 du système solaire sous la supervision de la Patrouille spatiale mondiale. Elle est sous le commandement de Steve Zodiac et son équipage est constitué de Venus, une doctoresse, du professeur Matthew Matic et de Robert le robot qui est aussi le copilote du vaisseau. Leur mission consiste à contrer les menaces et autres invasions extra-terrestres.

## Distribution (voix originales)
- Paul Maxwell : commandant Steve Zodiac
- Sylvia Anderson : docteur Venus
- David Graham : professeur Matthew Matic
- John Bluthal : commandant Wilbur Zero
- Gerry Anderson : Robert le robot

## Épisodes
1. Planète 46 (Planet 46)
2. La Planète en flamme (The Doomed Planet)
3. Les Immigrants (Space Immigrants)
4. La Créature de l'Espace (Plant Man From Space)
5. L'Espion de l'Espace (Spy in Space)
6. Le Temple Soleil (The Sun Temple)
7. Les Survivants (XL5 to H20)
8. Les Pirates de l'Espace (Space Pirates)
9. Le Cirque (Flying Zodiac)
10. La Prison de l'Espace (Space Pen)
11. Le Monstre de l'Espace (Space Monster)
12. Le Dernier de Zanadus (The Last of the Zanadus)
13. La Planète Platonia (Planet of Platonia)
14. Les Triads (The Triads)
15. Les Ailes du danger (Wings of Danger)
16. Le Prisonnier de l'Espace (Convict in Space)
17. Vacances dans l'Espace (Space Vacation)
18. L’Élève pilote (Flight to Danger)
19. Le Prisonnier de la planète perdue (Prisoner on the Lost Planet)
20. La Planète interdite (The Forbidden Planet)
21. Au secours, Robet ! (Robert to the Rescue)
22. Pharos (Dangerous Cargo)
23. Le Mystère du TA2 (Mystery of the TA2)
24. Drame à Space City (Drama at Space City)
25. L'An 1875 (1875)
26. Les Tanks des Granatoids (The Granatoid Tanks)
27. Le Mystère du robot cargo (The Robot Freighter Mystery)
28. Le Sifflet d'alerte (Whistle for Danger)
29. Les Robots juges (Trial by Robot)
30. La vie rêvée d'un général de l'Espace (A Day in the Life of a Space General)
31. Invasion la Terre (Invasion Earth)
32. Plus vite que la lumière (Faster Than Light)
33. Le jour où la Terre gela (The Day the Earth Froze)
34. Combattre le feu par le feu (The Fire Fighters)
35. Le Spécial Space City (Space City Special)
36. Les fantômes de l'Espace (Ghosts of Space)
37. La Sphère Hypnotique (Hypnotic Sphere)
38. Sabotage (Sabotage)
39. XL5 n'obéit plus (Space Magnet)

## DVD

### Royaume-Uni
- 11 mars 2013 : Fireball XL5, Special Limited Edition,  éditée chez Network. Coffret 6 DVD + livret (39 épisodes) en anglais sans sous-titres. Le ratio écran est en 1.33:1 plein écran 4:3, mono stéréo. Édition Zone 2 Pal. En supplément : un documentaire exclusif A Wonderland of Stardust (Making of avec des interviews de Gerry Anderson, Sylvia Anderson, Brian Johnson, David Elliott et Alan Patillo ; un second documentaire exclusif Drawn in Supermarionation sur la bande dessinée de la série ; l'épisode A Day in the Life of a Space General en version couleur tiré d'un transfert haute définition ; un troisième documentaire Bill Mevin's Supercar Home Movie durant la production de la série Supercar ; notes de productions, photos et croquis de production ; spots tv et radio. (ASIN B00BM3JEY2)

- 20 octobre 2003 : Fireball XL5 The Complete Series, éditée chez Carlton. Coffret 5 DVD (39 épisodes) en anglais avec options de sous-titres en anglais. Le ratio écran est en 1.33:1 plein écran 4:3, mono stéréo. Édition Zone 2 Pal. Pas de supplément présent. (ASIN B0000C88LJ)

### États-Unis
- 25 février 2003 : Fireball XL5 The Complete Series, éditée par A&E Home Vidéo. Coffret 5 DVD (39 épisodes) en anglais sans sous-titres. Le ratio écran est en 1.33:1 plein écran 4:3. Édition Zone 1 NTSC. En supplément : deux commentaires audio sur deux épisodes ; biographie de Gerry Anderson ; featurette (sujet court) sur la bande dessinée de la série ; galerie de photos. (ASIN B00007J6DN)

- 10 mars 2015 : The Gerry Anderson Collection : Fireball XL5 The Complete Series, éditée par Timeless Media. Coffret 5 DVD (39 épisodes) en anglais mono sans sous-titres. Le ratio écran est en 1.33:1 plein écran 4:3. Édition Zone 1 NTSC. Les suppléments sont ceux de la précédente édition incluant une interview de Gerry Anderson. (ASIN B00QMSP4KK)

### Australie
- 15 avril 2006 : Fireball XL5 The Complete Series, éditée par Shock. Coffret 5 DVD (39 épisodes) en anglais mono avec option de sous-titres en anglais pour sourds et malentendants. Le ratio est en 1.33:1 plein écran 4:3. Édition Zone 0. En supplément : deux commentaires audio sur deux épisodes ; une galerie d'images ; une featurette sur la bande dessinées de la série ; des bandes annonces et des notes de production.(ASIN B006NOBZH4)